# Hedwiges Maduro
Hedwiges Eduard Martinus Maduro (Almere, 13. veljače 1985.) nizozemski je nogometni trener i bivši nogometaš. Trenutno je bez kluba.
Njegov otac je podrijetlom s otoka Aruba, a majka je iz Curaçaoa na Karibima.

## Životopis
Ajax ga je u sezoni 2003./04. proglasio kao jednog od najvećih nogometnih talenata. Kao rezultat toga dobio je poziv u prvu momčad Ajaxa, a debi je doživio protiv Rode. Samo tjedan nakon njegova debija u Eredivisie, pozvan je i u reprezentaciju, a svoj debi za reprezentaciju odigrao je u ožujku 2005., protiv Rumunjske nacionalne vrste. 
Već u sezoni 2005./06, postaje redovni član prve postave, a svoj prvi trofej osvaja 2005. kada je Ajax osvojio Johan Cruijff Schaal. 
Igrao je na Svjetskom prvenstvu 2006. gdje je odigrao samo jednu utakmicu protiv Argentinske nacionalne vrste. A sljedeće sezone s Ajaxom ponovo osvaja Johan Cruijff Schaal i KNVB Kup. 
Nakon što je treću godinu zaredom osvojio trofej Johan Cruijff Schaal, Maduro se odlučuje na odlazak u španjolskog prvoligaša Valenciju.
U Valenciji je Nizozemac ostao četiri godine. Nakon Valencije je Maduro prešao u redove Seville. Nakon 26 odigranih utakmica za Sevillu, Maduro odlazi u Grčku u PAOK F.C.

### FC Groningen
Hedwiges je 26. kolovoza 2015. potpisao dvogodišnji ugovor s FC Groningenom. Hedwiges je u Groningen stigao bez odštete kao zamjena za Maikel Kieftenbelda, koji je potpisao za Birmingham City FC. Klub ga je pronašao preko napadača Danny Hoesena, koji je obavjestio svog menadžera sedam dana prije nego što je istekao Madurov ugovor s PAOK-om. Tri dana kasnije, 29. kolovoza, je debitirao Maduro za FC Groningen protiv FC Utrecht. Maduro je u drugom poluvremenu ušao kao zamjena za Simon Tibblinga.

## Vanjske poveznice
- Profil na Transfermarktu
- Profil na Soccerwayu

|  | Zajednički poslužitelj ima još gradiva o temi Hedwiges Maduro |